# Nanggerang (Cigalontang)
Nanggerang is een bestuurslaag in het regentschap Tasikmalaya van de provincie West-Java, Indonesië. Nanggerang telt 4505 inwoners (volkstelling 2010).